# Atheta platonoffi
Atheta platonoffi är en skalbaggsart som beskrevs av Lars Zakarias Brundin 1948. Atheta platonoffi ingår i släktet Atheta, och familjen kortvingar. Arten är reproducerande i Sverige.